# Тьєррі Прюньо
Тьєррі Прюньо (фр. Thierry Prungnaud; нар. 1956) — ветеран антитерористичного підрозділу Французької жандармерії GIGN. Особливо відзначився 26 грудня 1994 року в ході операції зі звільнення заручників, захоплених терористами в літаку A300 в Алжирі. 
Аджюдан-шеф у відставці. Кавалер ордена Почесного легіону.

## Життєпис
Народився в 1956 році в місті Пуатьє, Франція. Після закінчення початкової школи, отримав сертифікат автомеханіка (фр. Certificat d'aptitude professionnelle, CAP).
У 1976 році був призваний на військову службу в 57-й піхотний полк на військовій базі Комп де Сож (недалеко від Бордо). Повернувшись з армії у званні сержанта, Тьєррі Прюньо продовжив свою трудову діяльність. У 1977 році він вирішив пройти конкурс, щоб вступити в жандармерію, що йому в підсумку успішно вдалося. Після стажування в школі жандармерії в Шарантоні був направлений в 1-й піхотний полк Республіканської гвардії в Келлерман. У цьому підрозділі він закінчив кілька спеціальних курсів (курси десантника, командира і снайпера).
У 1981 році Тьєррі Прюньо був переведений в спеціальну Групу втручання французької жандармерії (GIGN). За час своєї служби брав участь у ряді операцій, в тому числі, в формуванні президентської гвардії у Руанді в 1992 році.
Після початку геноциду у Руанді влітку 1994 року Тьєррі Прюньо брав участь в операції «Бірюза» французьких збройних сил. Пізніше в співавторстві з французькою журналісткою Лорою де Вюльпен написав книгу «Silence Turquoise» про ці події.
Особливо відзначився 26 грудня 1994 року в ході операції зі звільнення заручників, захоплених терористами в літаку A300 в Алжирі. Airbus A300B2-1C авіакомпанії Air France з 12 членами екіпажу і 220 пасажирами на борту повинен був почати виконувати рейс 8969 з Алжиру в Париж, коли був захоплений чотирма озброєними терористами з Озброєної ісламської групи, які потім вбили трьох пасажирів. Метою терористів було направити авіалайнер на Париж і підірвати його над Ейфелевою вежею, тим самим висловивши протест французькому уряду. 26 грудня на шляху в Париж літак здійснив посадку в Марселі для дозаправки, де його і штурмували бійці GIGN.
Тьєррі Прюньо першим вбіг всередину салону літака, і двома пострілами убив одного терориста і поранив іншого, перш ніж сам впав від трьох черг з автоматів. Отримавши 7 кульових поранень і будучи контужений гранатою, яка вибухнула, він залишився живий. Через 17 хвилин штурму всі четверо терористів були мертві, при цьому жоден із заручників не загинув. Сам літак отримав критичні пошкодження і був списаний.
Тьєррі три місяці провів у госпіталі, де, за його словами, переніс 19 загальних анестезій, зупинку серця. Лікарі двічі хотіли провести ампутацію, але все обійшлося. Кілька куль від автомата Калашникова так і залишилися в його тілі, і за його словами, «тепер коли я проходжу через рамку металошукача, все починає дзвеніти». Після одужання 4 роки служив інструктором зі стрільби в GIGN, вийшовши у відставку в 49 років. Аджюдан-шеф у відставці.

## У культурі
У 2010 році за мотивами викрадення літака A300 в Алжирі був знятий французький фільм «Штурм» (режисер Жульєн Леклерк), в якому роль Тьєррі Прюньо зіграв актор Венсан Ельбаз. За оцінкою Тьєррі Прюньо, який подивився фільм шість разів, він знятий дуже реалістично; на його думку, це документальний фільм про нього самого.

## Нагороди
Французькі державні нагороди:
- Кавалер ордена Почесного легіону
- Військова Медаль
- Хрест Військової доблесті з бронзовою зіркою
- Хрест Бійця
- Медаль Національної жандармерії з Гренадою
- Медаль заморських територій
- Срібна медаль Національної оборони
- Золота почесна медаль «За мужність і самовідданість»
- Срібна почесна медаль «За мужність і самовідданість» 1-го ступеня
- Медаль Поранених
- Тюремна медаль

Іноземні нагороди:
- Національний орден Миру (фр. Ordre national de la Paix, Руанда)[13][14][15]